# Sans plomb (film, 2000)
Pour plus de détails, voir Fiche technique et Distribution.
Sans plomb est un  film français réalisé par Muriel Teodori et sorti en 2000.

## Synopsis
Ulysse, étudiant en météorologie, travaille dans une station-service en face de laquelle une jeune fille, Marie, s'est réfugiée avec son père dans un garage désaffecté. Marie aimerait qu'Ulysse traverse la route pour lui parler ; elle s'efforce de retenir son attention : mais Ulysse ne la regarde pas.

## Fiche technique
- Titre : Sans plomb
- Réalisation : Muriel Teodori
- Scénario : Muriel Teodori et Alexia Stresi
- Photographie : Pascal Gennesseaux
- Montage : Suzanne Koch et Thierry Derocles
- Musique : Elvis Costello et Steve Nieve
- Son : Guillaume Sciama
- Décors : Yves Brover
- Production : Mact Productions
- Pays de production :  France
- Format : couleurs - 1,66 - Dolby SR
- Durée : 100 minutes
- Date de sortie : France - 19 juillet 2000

## Distribution
- Emma de Caunes : Marie
- Alexis Loret : Ulysse
- Éric Caravaca : Ken
- Alain Souchon : le cyclope
- Miki Manojlovic : Salomon
- Elvis Costello : lui-même
- Michael Maloney : Anton
- Julian Kerridge : Mirek
- Irène Tassembédo
- Jocelyn Quivrin
- Marie-Catherine Conti
- Thierry Desdoit